# Laviada
Laviada es uno de los barrios del distrito Centro del concejo de Gijón, Asturias (España). 

## Población
Laviada era el octavo barrio más poblado de la ciudad y el segundo de su distrito con sus 11 873 habitantes en 2018.

## Situación y comunicaciones

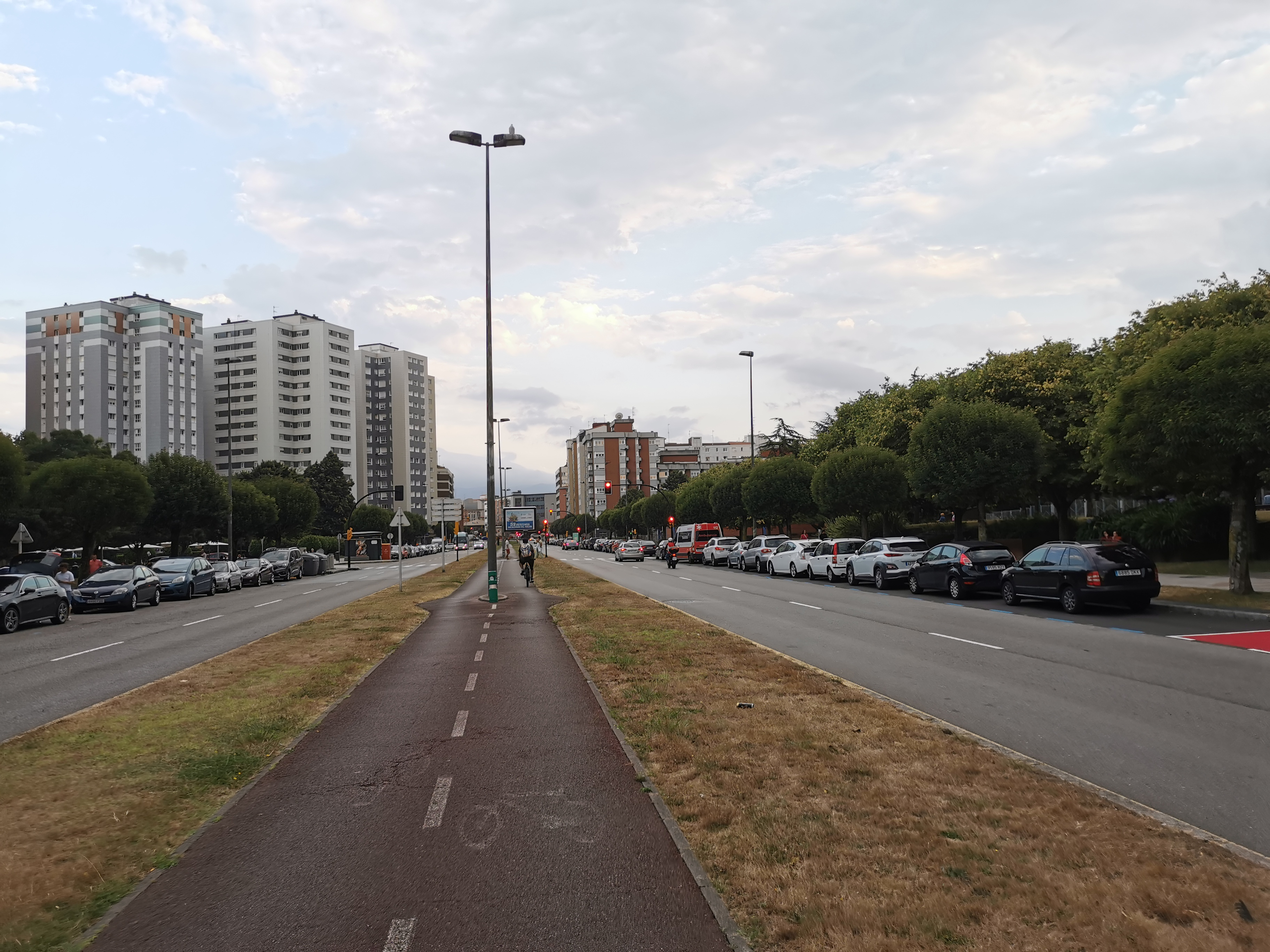
Calle Carlos Marx, a la izquierda Laviada.

El barrio de Laviada está delimitado por la calle carretera de la Vizcaína, la calle Teodoro Cuesta, la GJ-81, la calle Llanes, la calle Decano Prendes Pando, la avenida de la Constitución, la calle Magnus Blikstad y la calle Carlos Marx. Limita al norte con El Centro, al este con El Polígono, y al sur con El Llano.
La avenida de Portugal es el principal eje de comunicaciones del barrio puesto que desemboca directamente en la GJ-81 así como en la avenida de la Costa. Por Laviada circulan cinco líneas de autobús urbano de EMTUSA: 10, 14, 16, 18 y 25. La estación de autobuses de Gijón está en el norte del barrio y es la única de la ciudad, siendo operada exclusivamente por ALSA.

## Toponimia e historia

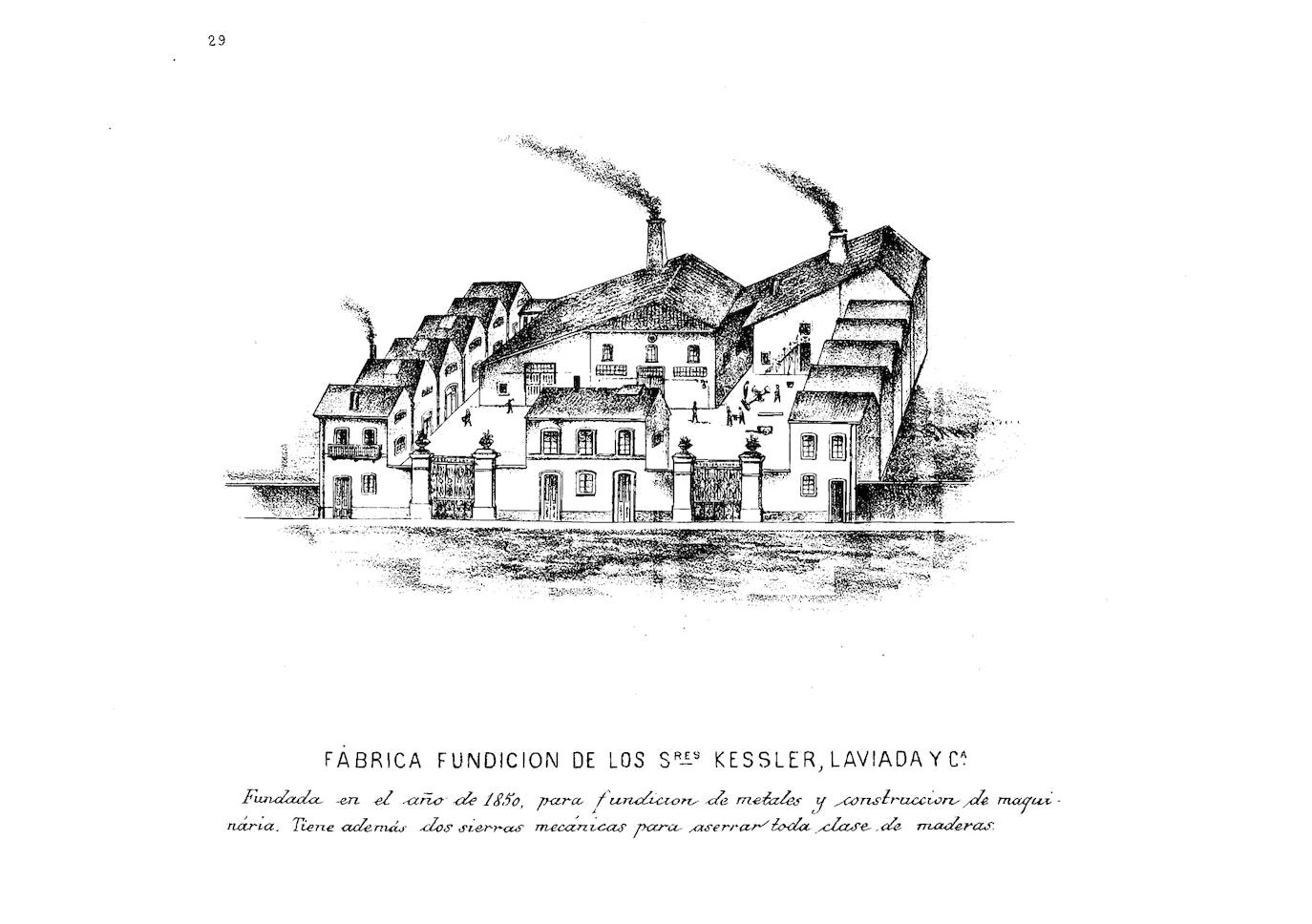
La fábrica de Laviada en 1884.

El nombre del barrio se debe a la empresa La Industria y Laviada, que en su día estuvo situada en lo que hoy es el barrio al que da nombre. Estaba emplazada entre las calles Carlos Marx, Magnus Blikstad, Infiesto y avenida de Portugal. Fue fundada en 1857 con el nombre de La Begoñesa por el holandés Julio Kessler, que llegó con los primeros técnicos vidrieros que conformaron la industrial locera y vidriera asturiana. Al morir Kessler, que estaba asociado con Juan Díaz-Laviada, la empresa pasó a denominarse Laviada y Compañía, y, tras su fusión con la factoría de Vidrios la Industria, adquirió el definitivo nombre de La Industria y Laviada, que cerró en octubre de 1982.
La avenida de Portugal se construyó a partir de 1895 con el objetivo de que fuera una carretera directa y de gran tamaño al puerto de El Musel. (En la actualidad seguiría por la avenida del Príncipe de Asturias, aunque está clausurada la conexión directa (un puente) entre ambas avenidas) Es por ello que recibió hasta 1937 el nombre de Gran Vía. El barrio germinaría paulatinamente a ambos lados de este eje.

## Equipamientos

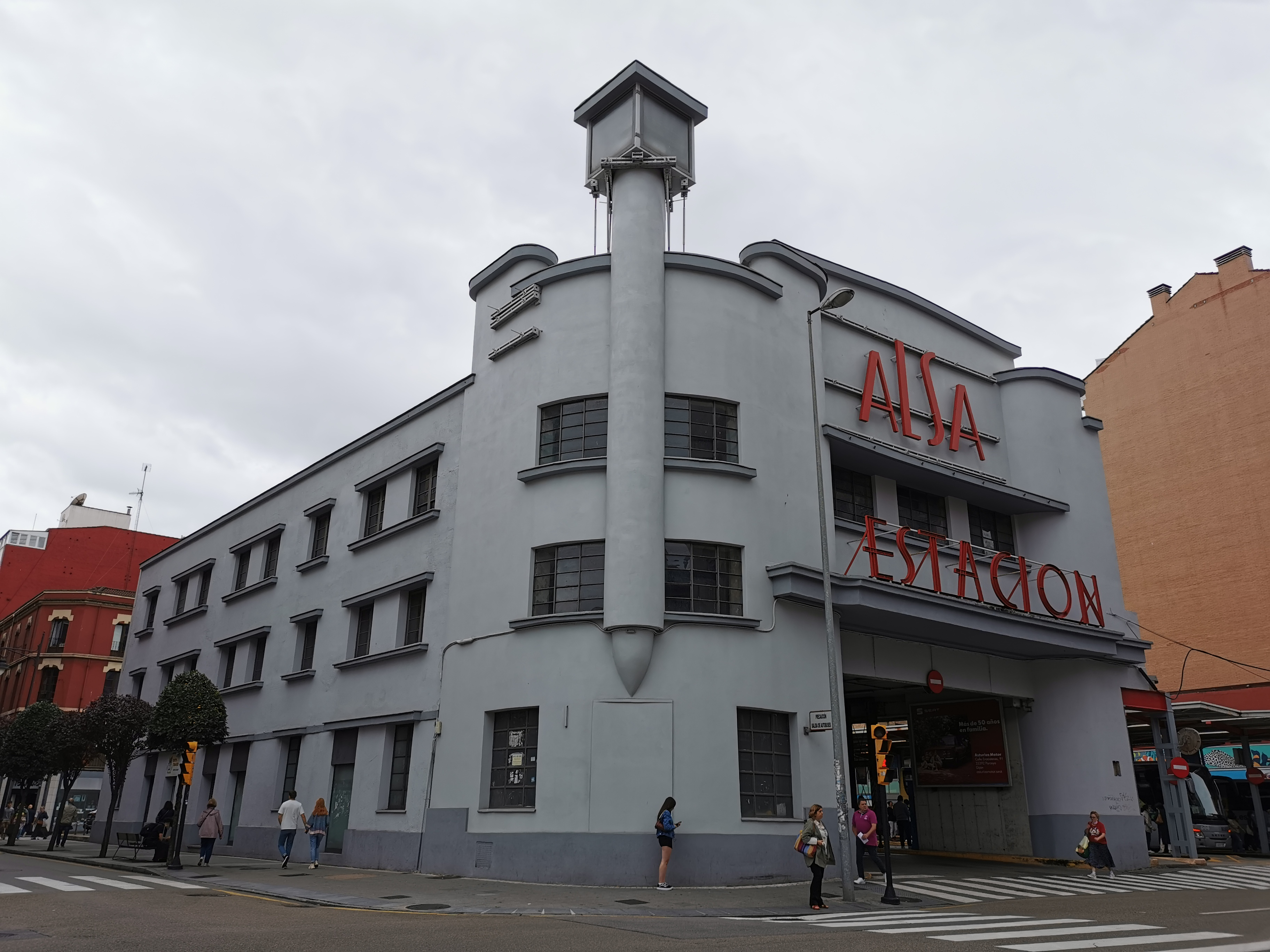
Estación de autobuses de Gijón

Esta zona de Gijón es claramente diferenciable por la presencia de varios colegios (C.P Laviada, C.P Asturias y Virgen Reina), un centro de día para personas mayores, el Centro de Salud de Laviada, la parroquia de la Resurrección y una gran cantidad de zonas verdes. Además de ello es un barrio clave para la ciudad de Gijón, ya que en él se encuentran situadas la estación de autobuses, situada entre las calles Ribadesella y Llanes y está muy próxima la estación de Gijón. Además, en este barrio se encuentran la Casa Sindical y la antigua sede del diario El Comercio.